# Франкавилла-Мариттима
Франкавилла-Мариттима (итал. Francavilla Marittima) — коммуна в Италии, располагается в регионе Калабрия, подчиняется административному центру Козенца.
Население составляет 3110 человек (на 2001 г.), плотность населения составляет 97 чел./км². Занимает площадь 32,88 км². Почтовый индекс — 87072. Телефонный код — 0981.
Покровителем населённого пункта считается Каетан Тиенский. Праздник ежегодно празднуется 7 августа.